# Allison (Iowa)
Allison es una ciudad situada en el condado de Butler, Estado de Iowa, Estados Unidos. Según el censo de 2000 tenía una población de 1.006 habitantes.

## Demografía
Según el censo de 2000, había 1.006 personas, 424 hogares y 267 familias residiendo en la localidad. La densidad de población era de 131,73 hab./km². Había 454 viviendas con una densidad media de 59,4 viviendas/km². El 99,50% de los habitantes eran blancos, el 0,10% de otras razas, y el 0,40% pertenecía a dos o más razas. El 0,30% de la población eran hispanos o latinos de cualquier raza.
Según el censo, de los 424 hogares, en el 25,9% había menores de 18 años, el 55,4% pertenecía a parejas casadas, el 6,1% tenía a una mujer como cabeza de familia, y el 36,8% no eran familias. El 33,0% de los hogares estaba compuesto por un único individuo, y el 23,1% pertenecía a alguien mayor de 65 años viviendo solo. El tamaño promedio de los hogares era de 2,20 personas, y el de las familias de 2,81.
La población estaba distribuida en un 20,8% de habitantes menores de 18 años, un 6,7% entre 18 y 24 años, un 21,7% de 25 a 44, un 20,1% de 45 a 64, y un 30,8% de 65 años o mayores. La media de edad era 46 años. Por cada 100 mujeres había 85,6 hombres. Por cada 100 mujeres de 18 años o más, había 76,7 hombres.
Los ingresos medios por hogar en la localidad eran de 34.338 dólares ($), y los ingresos medios por familia eran 42.050 $. Los hombres tenían unos ingresos medios de 30.147 $ frente a los 18.929 $ para las mujeres. La renta per cápita para la ciudad era de 16.472 $. El 8,9% de la población y el 5,8% de las familias estaban por debajo del umbral de pobreza. El 8,2% de los menores de 18 años y el 11,4% de los habitantes de 65 años o más vivían por debajo del umbral de pobreza.

## Geografía
Según la Oficina del Censo de los Estados Unidos, la localidad tiene un área total de 7,64 km², la totalidad de los cuales corresponden a tierra firme.